# شمشیردارها
شمشیردارها (نام علمی: Makaira) نام یک سرده از تیره نیزه‌ماهی است.

## گونه‌ها
- نیزه‌ماهی آبی‌رنگ اطلس (Makaira nigricans)
- نیزه‌ماهی آبی‌رنگ هندوآرام (Makaira mazara)